# Johanna Schnarf
Johanna (Hanna) Schnarf (ur. 16 września 1984 w Bressanone) – włoska narciarka alpejska, zawodniczka klubu G.S. Fiamme Gialle.

## Kariera
Po raz pierwszy na arenie międzynarodowej pojawiła się 1 grudnia 1999 roku w St. Vigilio, gdzie w zawodach FIS Race zajęła 39. miejsce w slalomie. W 2003 roku wystartowała na mistrzostwach świata juniorów w Briançonnais, gdzie jej najlepszym wynikiem było trzynaste miejsce w zjeździe. Na rozgrywanych rok później mistrzostwach świata juniorów w Mariborze, była między innymi piętnasta w zjeździe.
W zawodach Pucharu Świata zadebiutowała 5 grudnia 2004 roku w Lake Louise, gdzie nie ukończyła supergiganta. Pierwsze pucharowe punkty wywalczyła 20 stycznia 2006 roku w Sankt Moritz, zajmując 20. miejsce w tej samej konkurencji. Na podium zawodów PŚ po raz pierwszy stanęła 6 marca 2010 roku w Crans-Montana, kończąc zjazd na drugiej pozycji. W zawodach tych rozdzieliła Lindsey Vonn z USA i Marianne Abderhalden ze Szwajcarii. Najlepsze wyniki osiągnęła w sezonie 2015/2016, kiedy to w klasyfikacji generalnej zajęła 21. miejsce, a w klasyfikacji supergiganta była dziewiąta.
W 2010 roku wystąpiła na igrzyskach olimpijskich w Vancouver, gdzie jej najlepszym wynikiem było czwarte miejsce w supergigancie. Walkę o medal przegrała tam z Lindsey Vonn o 0,11 sekundy. Ponadto zajęła tam ósme miejsce w superkombinacji i 22. miejsce w zjeździe. Podczas rozgrywanych osiem lat później igrzysk w Pjongczangu była piąta w supergigancie, a kombinacji nie ukończyła. Była też między innymi szósta w superkombinacji podczas mistrzostw świata w Val d’Isère w 2009 roku.
W 2020 r. zakończyła karierę.

## Osiągnięcia

### Igrzyska olimpijskie
| Miejsce | Dzień     | Rok  | Miejscowość | Konkurencja     | Czas biegu | Strata | Zwyciężczyni       |
| ------- | --------- | ---- | ----------- | --------------- | ---------- | ------ | ------------------ |
| 22.     | 17 lutego | 2010 | Whistler    | Zjazd           | 1:44,19    | +4.58  | Lindsey Vonn       |
| 8.      | 18 lutego | 2010 | Whistler    | Superkombinacja | 2:09,14    | +2,15  | Maria Riesch       |
| 4.      | 20 lutego | 2010 | Whistler    | Supergigant     | 1:20,14    | +0,85  | Andrea Fischbacher |
| 5.      | 17 lutego | 2018 | Pjongczang  | Supergigant     | 1:21,11    | +0,16  | Ester Ledecká      |
| DNF1    | 22 lutego | 2018 | Pjongczang  | Superkombinacja | 2:20,90    | -      | Michelle Gisin     |

### Mistrzostwa świata
| Miejsce | Dzień     | Rok  | Miejscowość       | Konkurencja     | Czas biegu | Strata | Zwyciężczyni    |
| ------- | --------- | ---- | ----------------- | --------------- | ---------- | ------ | --------------- |
| 17.     | 6 lutego  | 2007 | Åre               | Supergigant     | 1:18,85    | +2,23  | Anja Pärson     |
| 17.     | 9 lutego  | 2007 | Åre               | Superkombinacja | 1:57,69    | +3,54  | Anja Pärson     |
| 6.      | 6 lutego  | 2009 | Val d’Isère       | Superkombinacja | 2:20,13    | +2,55  | Kathrin Zettel  |
| 23.     | 8 lutego  | 2011 | Ga-Pa             | Supergigant     | 1:23,82    | +3,04  | Elisabeth Görgl |
| 8.      | 11 lutego | 2011 | Ga-Pa             | Superkombinacja | 2:43,23    | +1,36  | Anna Fenninger  |
| 21.     | 13 lutego | 2011 | Ga-Pa             | Zjazd           | 1:47,24    | +2,91  | Elisabeth Görgl |
| 28.     | 6 lutego  | 2015 | Vail/Beaver Creek | Zjazd           | 1:45,89    | +2,91  | Tina Maze       |
| DNS2    | 9 lutego  | 2015 | Vail/Beaver Creek | Superkombinacja | 2:33,37    | -      | Tina Maze       |
| 22.     | 12 lutego | 2017 | Sankt Moritz      | Zjazd           | 1:32,85    | +2,20  | Ilka Štuhec     |

### Mistrzostwa świata juniorów
| Miejsce | Dzień    | Rok  | Miejscowość  | Konkurencja | Czas biegu | Strata | Zwyciężczyni                      |
| ------- | -------- | ---- | ------------ | ----------- | ---------- | ------ | --------------------------------- |
| 3.      | 4 marca  | 2003 | Briançonnais | Zjazd       | 1:15,20    | +1,56  | Tamara Wolf                       |
| DNF     | 5 marca  | 2003 | Briançonnais | Supergigant | 1:20,02    | -      | Julia Mancuso                     |
| DNF1    | 7 marca  | 2003 | Briançonnais | Slalom      | 1:38,53    | -      | Michaela Kirchgasser              |
| 30.     | 8 marca  | 2003 | Briançonnais | Gigant      | 2:05,70    | +5,95  | Jessica Lindell-Vikarby           |
| 15.     | 4 lutego | 2004 | Maribor      | Zjazd       | 1:12,23    | +1,94  | Maria Riesch                      |
| 38.     | 4 lutego | 2004 | Maribor      | Supergigant | 1:26,79    | +3,26  | Nadia Fanchini Andrea Fischbacher |
| DNF2    | 4 lutego | 2004 | Maribor      | Gigant      | 2:21,39    | -      | Maria Riesch                      |
| 24.     | 4 lutego | 2004 | Maribor      | Slalom      | 1:40,73    | +6,22  | Kathrin Zettel                    |

### Puchar Świata

#### Miejsca w klasyfikacji generalnej
- sezon 2005/2006: 83.
- sezon 2006/2007: 64.
- sezon 2007/2008: 75.
- sezon 2008/2009: 67.
- sezon 2009/2010: 28.
- sezon 2010/2011: 23.
- sezon 2011/2012: 27.
- sezon 2013/2014: 77.
- sezon 2014/2015: 54.
- sezon 2015/2016: 21.
- sezon 2016/2017: 24.
- sezon 2017/2018: 20.

#### Miejsca na podium w zawodach
1. Crans Montana – 6 marca 2010 (zjazd) – 2. miejsce
2. Cortina d’Ampezzo – 21 stycznia 2018 (supergigant) – 2. miejsce